# Giacomo Manzari
Giacomo Manzari (Bari, 21 settembre 2000) è un calciatore italiano, attaccante del Bari.

## Carriera

### Bari e Sassuolo
Cresciuto nel Bari, nel 2018, dopo il fallimento del club pugliese, si trasferisce al Sassuolo. Il 18 luglio 2020 esordisce tra i professionisti, in occasione della partita di Serie A pareggiata per 1-1 contro il Cagliari, sostituendo al 90º minuto Filip Đuričić.

### Vari prestiti
Il 24 settembre 2020 passa a titolo temporaneo alla Carrarese, con cui disputa un'ottima stagione a livello individuale.
Il 23 agosto 2021 viene ceduto in prestito biennale al Frosinone; poco impiegato dai ciociari, il 27 agosto 2022 passa al Monopoli, dove segna una tripletta contro il Latina e si mette in mostra come uno dei migliori giocatori della squadra.
Il 19 luglio 2023 si trasferisce, sempre a titolo temporaneo, all'Ascoli, con cui segna il suo primo gol in Serie B il 23 settembre seguente nella partita pareggiata per 2-2 contro la Cremonese. Il 30 gennaio 2024 passa in prestito fino alla fine della stagione alla Feralpisalò.

### Ritorno al Bari e prestito alla Carrarese
Rientrato al Sassuolo, il 12 luglio 2024 viene acquistato a titolo definitivo dal Bari, in Serie B, con cui firma un contratto triennale, facendo così ritorno nella squadra della sua città natale dopo aver militato per 8 anni nella formazioni giovanili del club pugliese.
Dopo aver totalizzato 11 presenze con il Bari, il 3 febbraio 2025 passa in prestito fino al termine della stagione alla Carrarese, tornando a vestire la maglia della squadra toscana dopo 4 anni.

## Statistiche

### Presenze e reti nei club
Statistiche aggiornate al 13 maggio 2025.
| Stagione         | Squadra          | Campionato       | Campionato | Campionato | Coppe nazionali | Coppe nazionali | Coppe nazionali | Coppe continentali | Coppe continentali | Coppe continentali | Altre coppe | Altre coppe | Altre coppe | Totale | Totale |
| Stagione         | Squadra          | Comp             | Pres       | Reti       | Comp            | Pres            | Reti            | Comp               | Pres               | Reti               | Comp        | Pres        | Reti        | Pres   | Reti   |
| ---------------- | ---------------- | ---------------- | ---------- | ---------- | --------------- | --------------- | --------------- | ------------------ | ------------------ | ------------------ | ----------- | ----------- | ----------- | ------ | ------ |
| lug.-ago. 2020   | Sassuolo         | A                | 3          | 0          | CI              | -               | -               | -                  | -                  | -                  | -           | -           | -           | 3      | 0      |
| 2020-2021        | Carrarese        | C                | 29         | 3          | CI              | 0               | 0               | -                  | -                  | -                  | -           | -           | -           | 29     | 3      |
| 2021-2022        | Frosinone        | B                | 12         | 0          | CI              | -               | -               | -                  | -                  | -                  | -           | -           | -           | 12     | 0      |
| 2022-2023        | Monopoli         | C                | 35+1       | 8          | CI-C            | 2               | 1               | -                  | -                  | -                  | -           | -           | -           | 38     | 9      |
| 2023-gen. 2024   | Ascoli           | B                | 15         | 1          | CI              | 1               | 0               | -                  | -                  | -                  | -           | -           | -           | 16     | 1      |
| gen.-giu. 2024   | Feralpisalò      | B                | 10         | 0          | CI              | -               | -               | -                  | -                  | -                  | -           | -           | -           | 10     | 0      |
| 2024-feb. 2025   | Bari             | B                | 11         | 0          | CI              | 1               | 1               | -                  | -                  | -                  | -           | -           | -           | 12     | 1      |
| feb.-giu. 2025   | Carrarese        | B                | 4          | 0          | CI              | -               | -               | -                  | -                  | -                  | -           | -           | -           | 3      | 0      |
| Totale Carrarese | Totale Carrarese | Totale Carrarese | 33         | 3          |                 | -               | -               |                    | -                  | -                  |             | -           | -           | 33     | 3      |
| 2025-2026        | Bari             | B                | 0          | 0          | CI              | 0               | 0               | -                  | -                  | -                  | -           | -           | -           | 0      | 0      |
| Totale Bari      | Totale Bari      | Totale Bari      | 11         | 0          |                 | 1               | 1               |                    | -                  | -                  |             | -           | -           | 12     | 1      |
| Totale carriera  | Totale carriera  | Totale carriera  | 120        | 12         |                 | 4               | 2               |                    | -                  | -                  |             | -           | -           | 124    | 14     |